# Thomas Myrtek

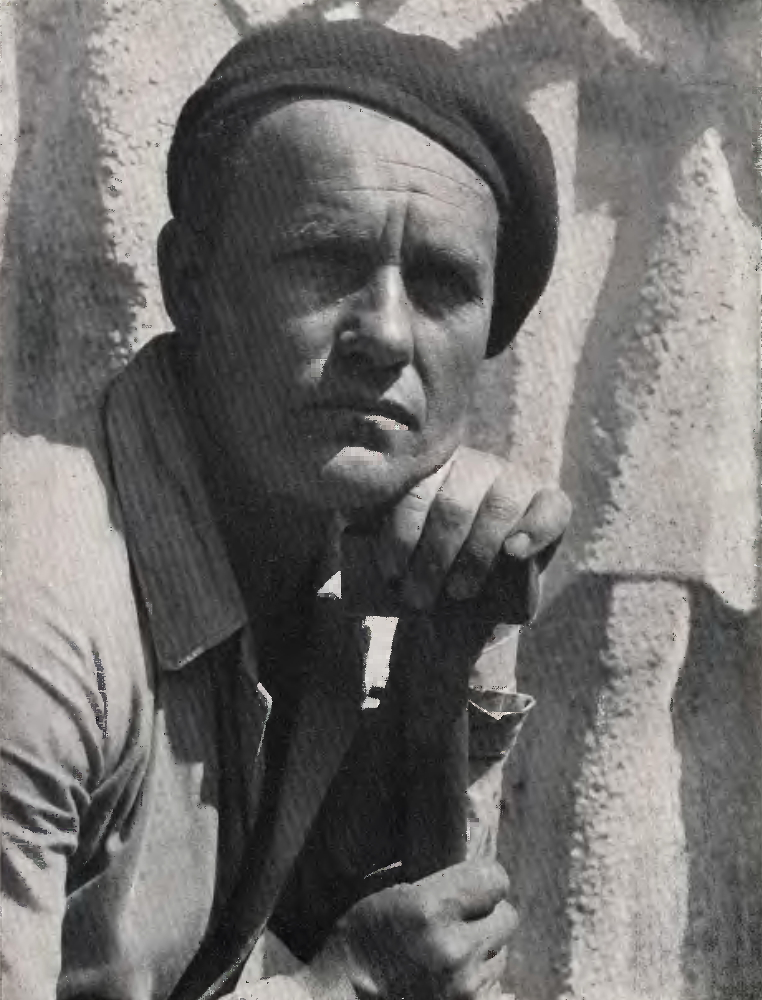
Thomas Myrtek

Thomas Myrtek (* 28. Dezember 1888 in Beuthen, Oberschlesien; † 5. September 1935 in Athen, Griechenland) war ein deutscher Bildhauer. Myrtek war Mitglied in der Gruppe 1922 und im Künstlerbund Schlesien. Zu seinen Werken aus unterschiedlichen Materialien gehörten auch Plastiken von Bergarbeitern aus Kohle, die in Ausstellungen und Museen präsentiert wurden.

## Leben
Myrtek studierte an der Königlichen Kunst- und Gewerbeschule in Breslau bei den Bildhauern Albert Werner-Schwarzburg und Theodor von Gosen. Seine Tätigkeit als Bildhauer begann er nach dem Ersten Weltkrieg. 1932 wurde er Vorsitzender des Künstlerbundes Schlesien. 1934 wurde er mit dem Rom-Preis (Großer Staatspreis der Preußischen Akademie der Künste) ausgezeichnet. Myrtek verstarb 1935 während einer Reise durch Griechenland.

## Werk
1922 gestaltete Myrtek die Bauplastik am Portal des Verwaltungsgebäudes der Oberschlesischen Kalkwerke in Oppeln. 1924 schuf er Mädchengestalten aus Beton an der Fassade der Handelsschule in Beuthen. 1927 entwarf Myrtek Bronzestatuetten für die Friedrich-Ebert-Schule in (Breslau-)Zimpel.
- Skulptur einer Bergarbeiterin (um 1930 im Museum Gleiwitz)
- Skulptur eines Bergarbeiters (um 1930 im Historischen Museum Moskau)
- Kriegerdenkmal 1914–1918 des (4. Oberschlesischen) Infanterie-Regiments Nr. 63 in Oppeln
- Kinderskulpturen in Oppeln, an der Pfennigbrücke über dem Mühlgraben
- Skulpturen Lernender, Schreibender und Lesender an der Außenmauer des Oberlyzeums in Oppeln
- Porträt Frau O.
- Schauendes Mädchen
- Aktskizze
- Porträt der Tänzerin L. M.
- Sitzende Bergarbeiterin aus Bronze
- Die Schülerin (in Gleiwitz)
- Der Schüler (in Gleiwitz)

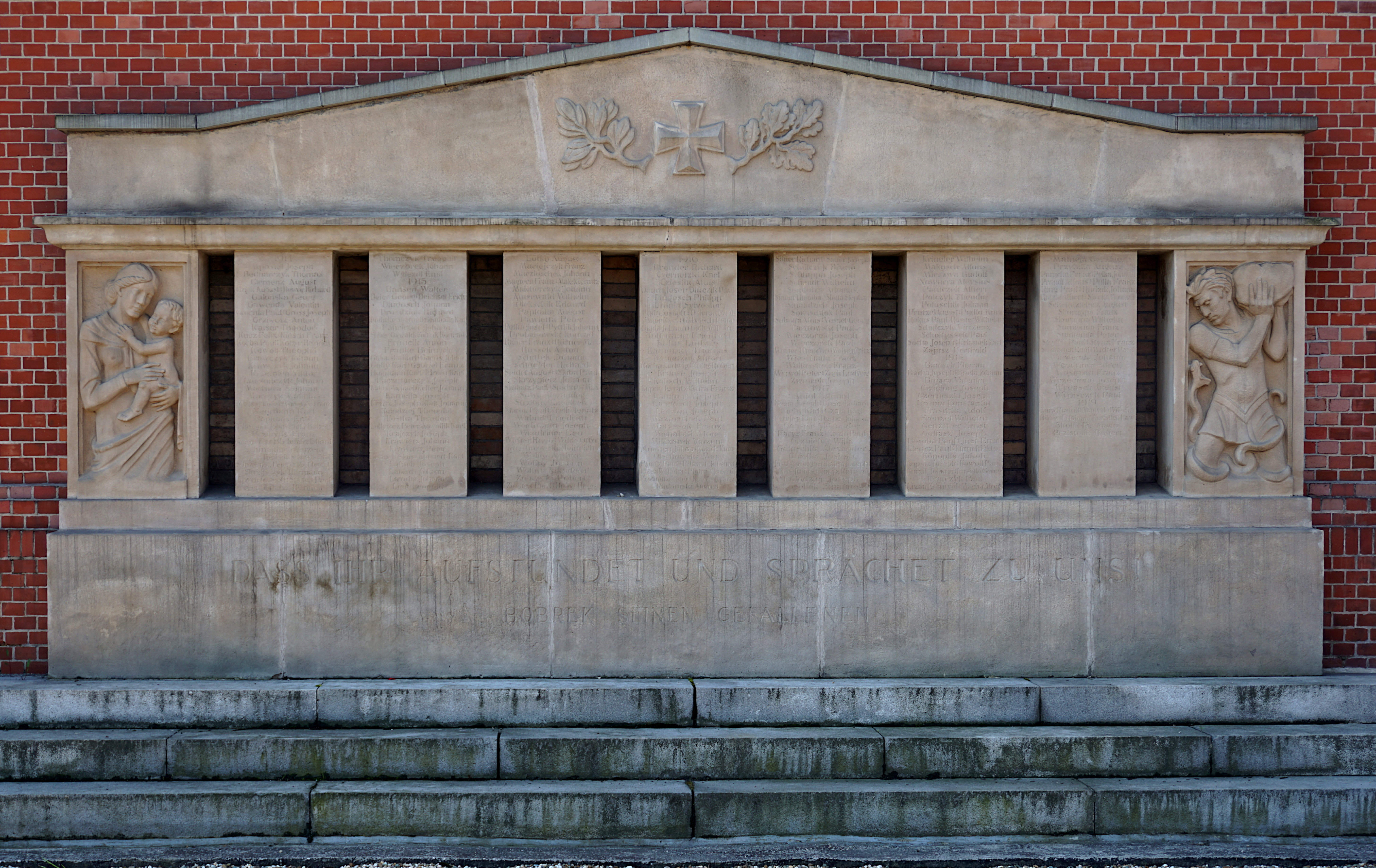
Denkmal für Gefallene und Vermisste des Ersten Weltkriegs an der Hl.-Familie-Kirche in Beuthen-Bobrek
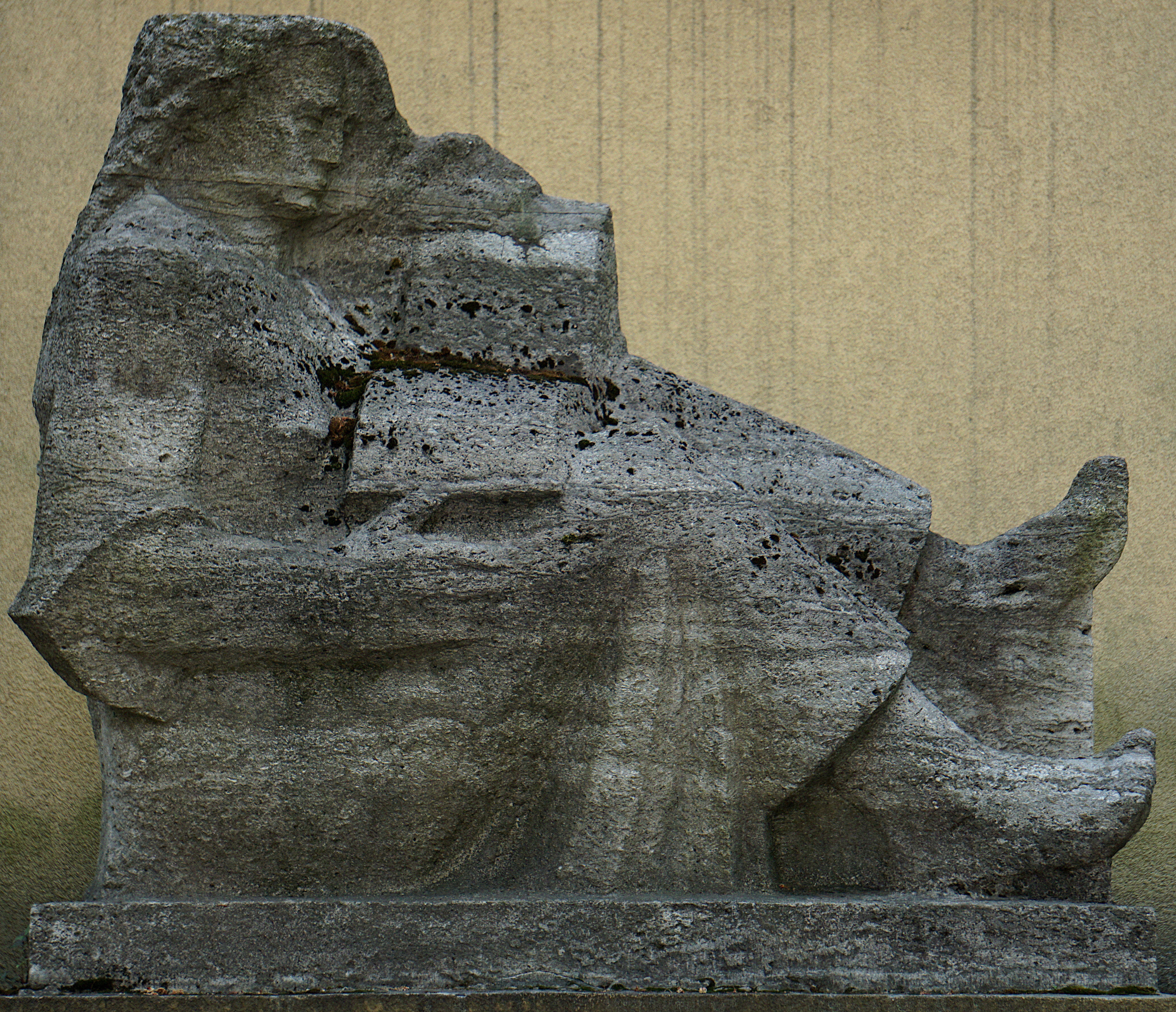
„Die Schülerin“ von Myrtek in Gleiwitz
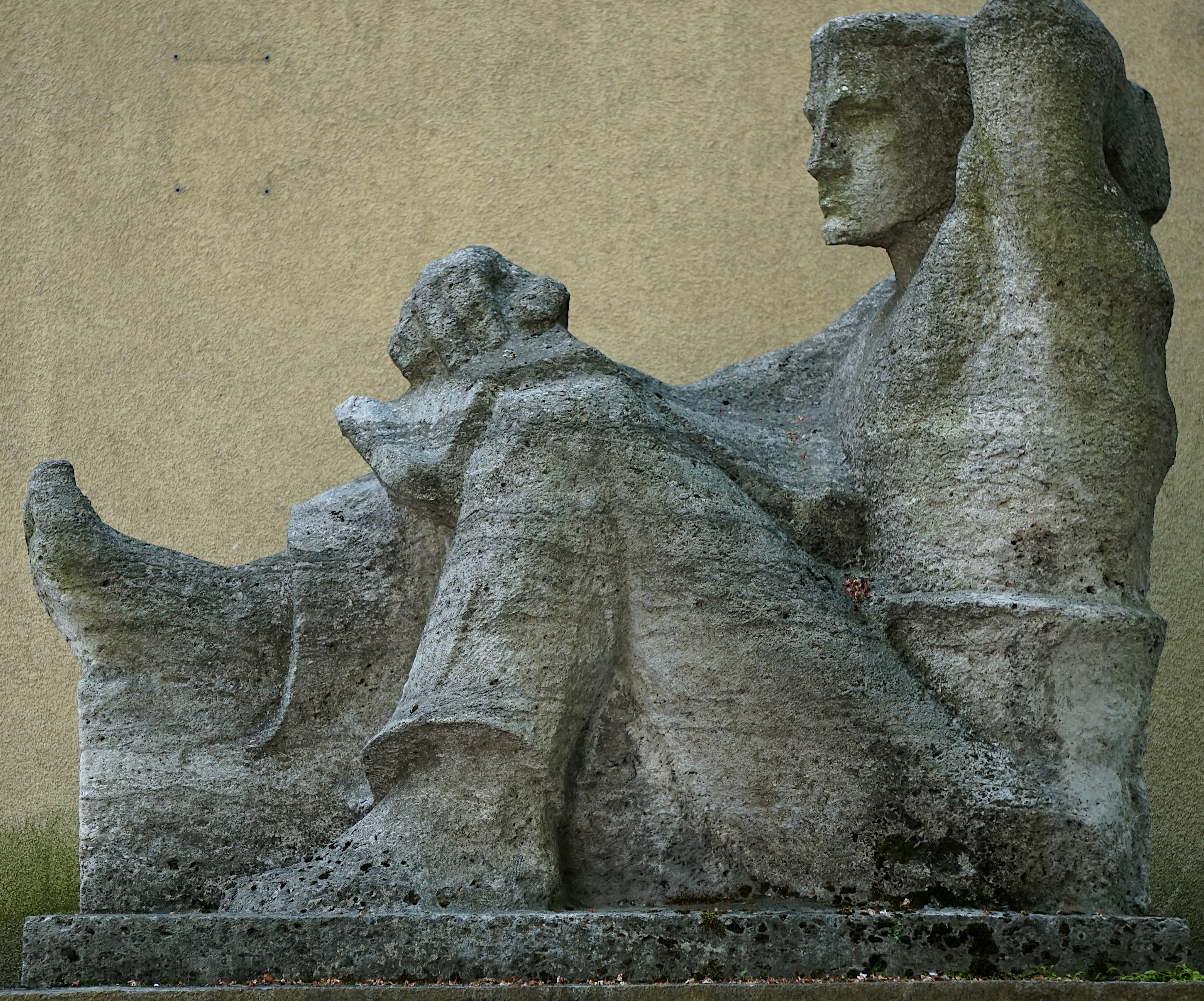
„Der Schüler“ von Myrtek in Gleiwitz
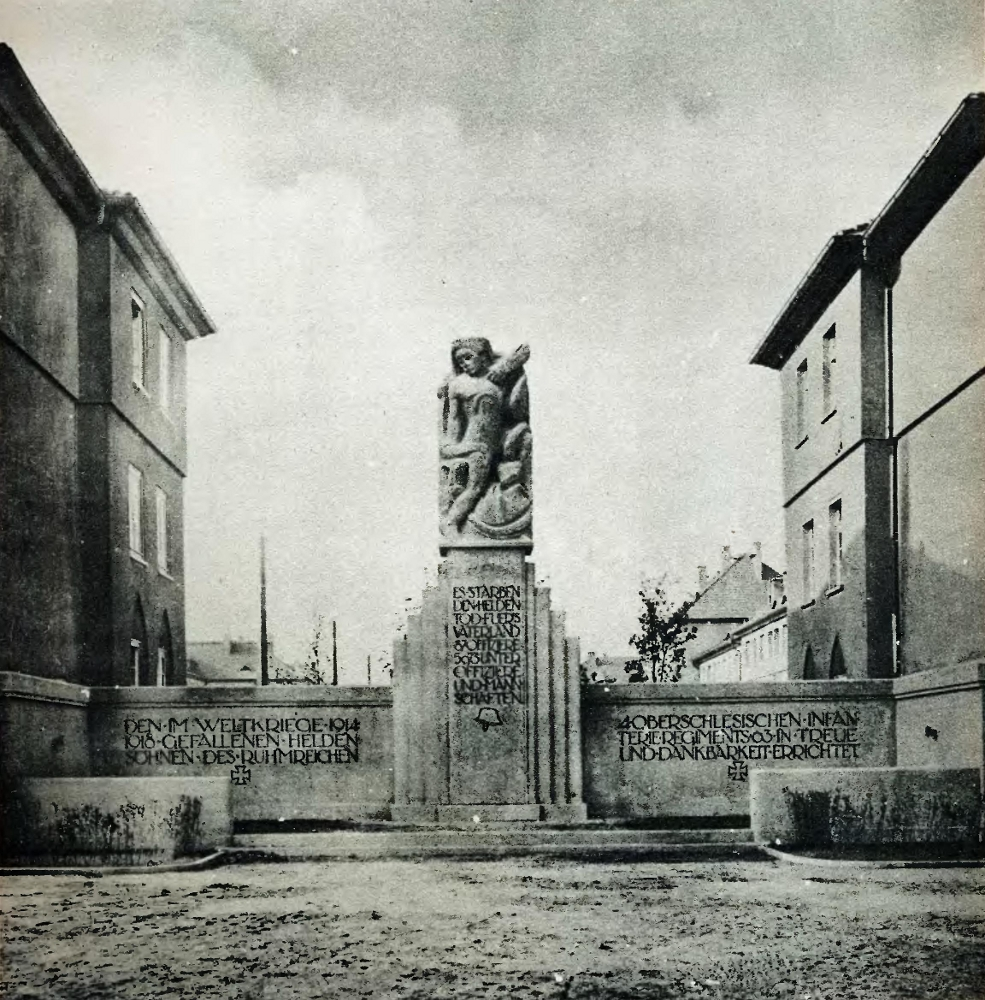
Regimentsdenkmal der 63er von Myrtek in Oppeln
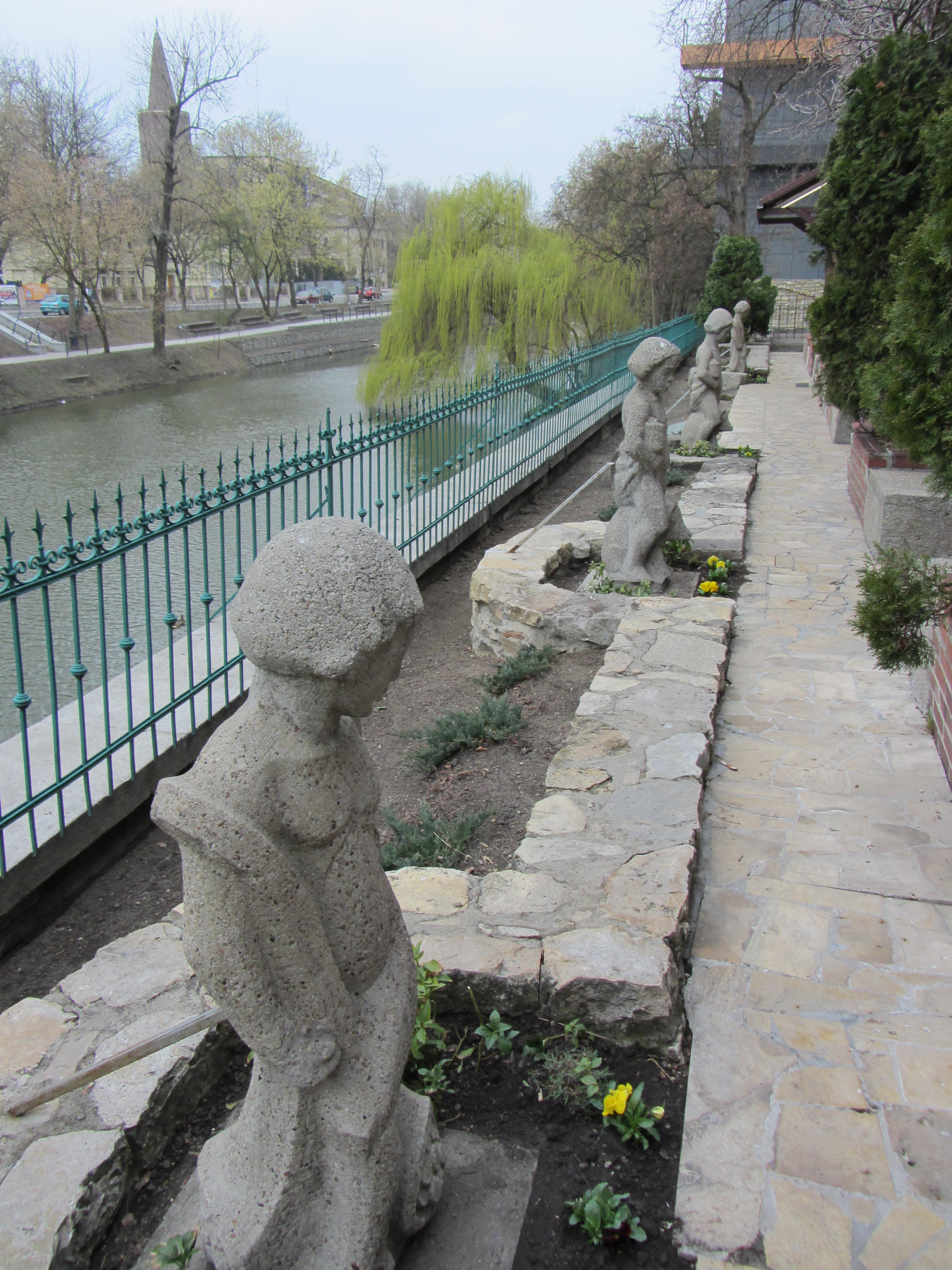
Kinderskulpturen in Oppeln
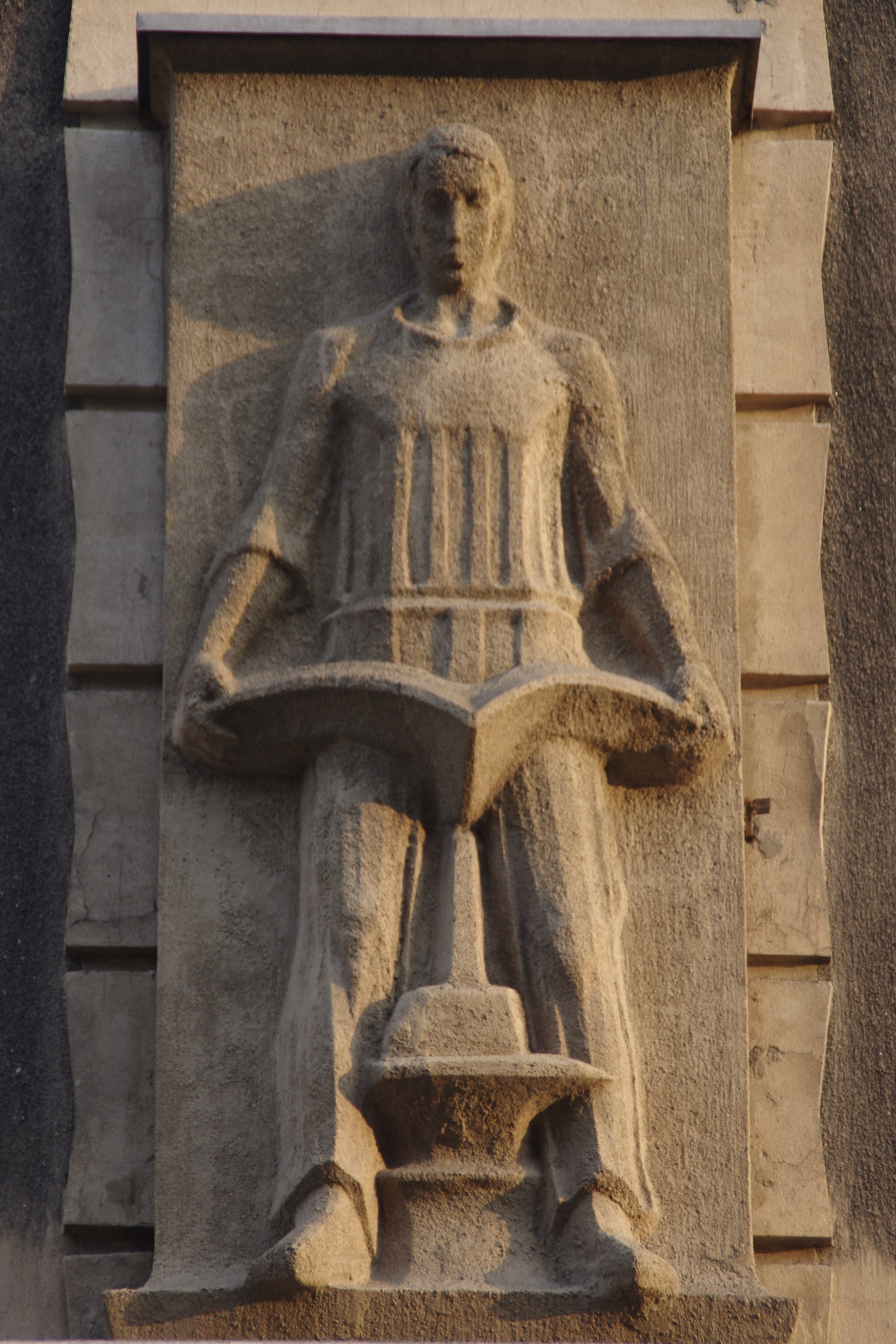
Relief in Beuten (2019)

Den Nazis galten einige seiner Arbeiten als „entartet“, und 1937 wurden in der Aktion „Entartete Kunst“ aus dem Oberschlesischen Landesmuseum Beuthen seine Klinker-Plastiken Die Lernende, Die Sinnende, Die Rechnende und Die Lesende beschlagnahmt und zerstört.